# Lovre Vulin
Lovre Vulin (* 2. September 1984) ist ein kroatischer Fußballspieler. Er ist Abwehrspieler.

## Karriere
Zu Beginn seiner Karriere spielte Vulin für die kroatischen Vereine Hajduk Split, NK Ovalja und NK Mosor. Danach wechselte er zu dem belgischen Erstligisten Standard Lüttich.
Nachdem er bis August 2006 für die Belgier gespielt hatte, wechselte Vulin zum deutschen Verein FC Carl Zeiss Jena. Obwohl er für die Zweitliga-Mannschaft verpflichtet worden war, spielte er nur in einer Partie des DFB-Pokals für die Profis und kam ansonsten in der Amateurmannschaft zum Einsatz. Sein Vertrag lief zum 30. Juni 2007 aus. Zur Saison 2008/09 wechselt er zum tschechischen Erstligisten Slovan Liberec, dort wurde er im Januar 2011 an SK České Budějovice. Im August 2011 zog SK České Budějovice die Kaufoption, nachdem er vorher während seiner Testperiode überzeugte. Im Winter 2012 wechselte er zum Kapfenberger SV nach Österreich.

## Anmerkung und Einzelnachweis
1. ↑  Vulin greift über die "Zweite" an. In: kicker.de. 4. Januar 2007, abgerufen am 2. Februar 2024.

| Personendaten    | Personendaten              |
| ---------------- | -------------------------- |
| NAME             | Vulin, Lovre               |
| KURZBESCHREIBUNG | kroatischer Fußballspieler |
| GEBURTSDATUM     | 2. September 1984          |